# یواس‌اس باریکاد (ای‌سی‌ام-۳)
یواس‌اس باریکاد (ای‌سی‌ام-۳) (به انگلیسی: USS Barricade (ACM-3)) یک کشتی بود که طول آن ۱۸۸ فوت ۲ اینچ (۵۷٫۳۵ متر) بود. این کشتی در سال ۱۹۴۲ ساخته شد.